# زمانه هاروی میلک
زمانه هاروی میلک (به انگلیسی: The Times of Harvey Milk) فیلمی مستند به کارگردانی راب اپستاین است که در سال ۱۹۸۴ منتشر شد. این فیلم به زندگی هاروی میلک می‌پردازد. در همان سال فیلم برنده جایزه اسکار بهترین فیلم مستند شد.